# VDV Riazan
El VDV Riazan es un club de fútbol femenino ruso fundado en 1996. Viste de azul, y juega en la Primera División rusa, en el Complejo Deportivo Central de Riazán.
Ascendió a la Primera División en 1996. Entre 1998 y 2000 ganó dos ligas y una copa (de cinco finales seguidas), y en 2002 fue el primer equipo ruso en jugar la Liga de Campeones (cayó en cuartos). 
Tras 13 años de sequía, en 2013 ganó su tercera liga.

## Títulos
- 4 Ligas: 1999, 2000, 2013, 2018
- 2 Copas: 1998. 2014

## Trayectoria liguera
|             | 96 | 97 | 98 | 99 | 00 | 01 | 02 | 03 | 04 | 05 | 06 | 07 | 08 | 09 | 10 | 11 | 12 | 13 | 14 | 15 | 16 | 17 | 18 | 19 |
| ----------- | -- | -- | -- | -- | -- | -- | -- | -- | -- | -- | -- | -- | -- | -- | -- | -- | -- | -- | -- | -- | -- | -- | -- | -- |
| 1ª División |    | 3º | 3º | 1º | 1º | 3º | 3º | 4º | ?  | 4º | 4º | 6º | 4º | 5º | 5º | 6º | 3º | 1º | 3º | 4º | 3º | 2º | 1º | 5º |
| 2ª División | 2º |    |    |    |    |    |    |    |    |    |    |    |    |    |    |    |    |    |    |    |    |    |    |    |